# Museum der Göttinger Chemie

Altes Chemisches Laboratorium (Hospitalstraße), um 1890

Das Museum der Göttinger Chemie bewahrt und fördert die Erinnerung an über 250 Jahre Chemie an der Universität Göttingen.
Das Museum wurde 1979 auf Initiative von Oskar Glemser gegründet, des langjährigen Direktors des Anorganisch-Chemischen Instituts. Das an der Fakultät für Chemie in Göttingen-Weende angesiedelte Museum wird durch einen Förderverein Göttinger Chemische Gesellschaft – Museum der Chemie e. V. (1. Vorsitzender Lutz Ackermann) unterstützt.
Das Museum wirkt mit bei der Verleihung des von Wilhelm Lewicki zur Förderung chemiehistorischer Forschungsarbeiten gestifteten Liebig-Wöhler-Freundschaftspreises.

## Exponate
Den Grundstock des Museums bildet eine Sammlung historischer feinmechanischer und optischer Apparate, z. B. Analysenwaagen, Polarimeter,
Refraktometer, beispielsweise eines von Carl Zeiss 1895. Die Instrumente stammen aus der Zeit um 1900 aus dem in den Jahren 1842–1860 in mehreren Abschnitten erbauten und 1977 abgerissenen alten Chemischen Laboratorium in der Hospitalstraße. Die Sammlung umfasst mehrere hundert historische Objekte, Fotografien, Bücher und Dokumente zur Geschichte der Chemie, insbesondere in Göttingen. 
Das Museum enthält Exponate zahlreicher Persönlichkeiten, die in Göttingen wirkten. Als frühester Vertreter ist Johann Christian Polycarp Erxleben zu nennen, der 1775 Anfangsgründe der Chemie verfasste. Seit 1778 hatte Johann Friedrich Gmelin eine Professur für Chemie in Göttingen inne, Christoph Girtanner war dort Privatgelehrter. Der gebürtige Göttinger Friedrich Stromeyer übernahm den Lehrstuhl bis zu seinem Tode 1835. Daraufhin folgte Robert Wilhelm Bunsen und schließlich der Pionier der organischen Chemie Friedrich Wöhler, der durch mannigfaltige Schriftstücke im Museum vertreten ist. Sein Student und späterer Assistent Friedrich Konrad Beilstein wurde 1865 außerordentlicher Professor in Göttingen. Hans Hübner verbrachte sein gesamtes Berufsleben am Allgemeinen Chemischen Laboratorium, bis hin zum Direktorat. Auch Exponate von Julia Lermontowa sind hier zu finden, der ersten Frau, die in Chemie promoviert wurde (1874). Des Weiteren Rudolf Leuckart und der Nobelpreisträger Otto Wallach, Väter der Leuckart-Wallach-Reaktion. Ein weiterer Chemie-Nobelpreisträger, der hier vertreten ist, war Walther Nernst. 1903 wurde das Institut für Anorganische Chemie gegründet, das beispielsweise im Museum durch Gustav Tammann und Richard Zsigmondy vertreten ist. Adolf Windaus arbeitete fast 30 Jahre in Göttingen, ebenso lehrte Arnold Eucken, einer von dessen letzten Doktoranden der spätere Nobelpreisträger Manfred Eigen war. Über den Physikochemiker
Wilhelm Jost gehen die Exponate bis in die 1960er Jahre bis zu Ulrich Schöllkopf, ab 1968 Direktor am Institut für Organische Chemie der Universität Göttingen.
Zu den ältesten und schönsten Objekten gehören beispielsweise Lehrbücher der Chemie aus dem 18. Jahrhundert, teils noch auf Latein, die Promotionsurkunde von Friedrich Wöhler, eine Präzisionswaage aus der Werkstatt von Moritz Meyerstein, der unter anderem auch für Carl Friedrich Gauß Instrumente gebaut hat. Fernerhin gibt es chemische Präparate aus dem Laboratorium von Otto Wallach sowie frühe Analysewaagen aus der Fabrik von Florenz Sartorius.